# Mandriva Linux
Mandriva Linux (dawniej Mandrakelinux, Linux Mandrake) – nierozwijana już dystrybucja Linuksa firmy Mandriva. Była uznawana za łatwą w użytkowaniu nawet dla niezbyt doświadczonego użytkownika. Charakteryzowała się dbałością o graficzny interfejs użytkownika oraz obsługą dużej ilości modeli sprzętu popularnego w zastosowaniach biurowych.
Za jej kontynuację Mandriva uznawana jest Mageia istniejąca od września 2010. W 2013 powstała też fundacja OpenMandriva, wydająca dystrybucję OpenMandriva Lx.

## Historia
Dystrybucja stworzona w 1998 r. Początkowo był to zbiór pakietów na Red Hat Linux, później usamodzielniła się i rozwinęła.
Przez pewien czas firma (wówczas Mandrakesoft) balansowała na krawędzi bankructwa, ale wyszła z tego obronną ręką, w czym duża zasługa modelu biznesowego, konsekwentnie opartego na lojalności wobec społeczności FLOSS.

### Zmiana nazwy
24 stycznia 2005 poinformowano, że Mandrakesoft łączy się z brazylijską firmą Conectiva, a 7 kwietnia tego samego roku o zmianie nazwy z Mandrakesoft na Mandriva i zmianie nazwy dystrybucji z Mandrakelinux na Mandriva Linux. Zmiana nazwy wiąże się z procesem wytoczonym przez wydawcę komiksu Mandrake the Magician, który zarzuca dystrybutorowi naruszenie praw autorskich przez zapożyczenie nazwy i „magiczne” skojarzenia graficzne.

## Opis dystrybucji
Mandriva Linux oferowała graficzne centrum sterowania (Centrum Sterowania Mandriva Linux), system wykrywania sprzętu oparty na bazie danych biblioteki ldetect, instalator oraz wiele programów służących do graficznej konfiguracji. W dystrybucji tej można było korzystać z tekstowego narzędzia urpmi, pozwalającego na aktualizację poszczególnych składników oprogramowania (jak również całego systemu) w sposób analogiczny jaki oferuje „apt-get” znany z Debiana. Jego graficzna wersja nazywa się Rpmdrake.
Mandriva Linux używał systemu instalacyjnego opartego na RPM. Istnieją wersje na platformy x86, Alpha AXP, PowerPC, SPARC oraz IA-64.
Zawsze równolegle do wersji stabilnej tworzona była wersja rozwojowa o nazwie kodowej Cooker. W jej rozwijaniu brali udział nie programiści z firmy Mandriva oraz ochotnicy z całego świata.
Dystrybucja była publicznie dostępna, ale użytkownicy opłacający abonament w Mandriva Club mieli specjalne prawa, między innymi możliwość głosowania, które programy powinny były być włączone do Mandriva Linux, dodatkowe komercyjne oprogramowanie, zniżki na zakup wersji komercyjnych oraz dostęp do poczty elektronicznej (tylko w polskim Klubie Mandrivy).

## Odmiany dystrybucji
W jej ramach powstało kilka odmian, w tym serwerowe (Corporate Server, Mandriva Clustering, Multi Network Firewall, Mandriva Directory Server, Mandriva Pulse), biurkowe (Free, PowerPack, Xtreme, Corporate Desktop) oraz startująca bezpośrednio z płyty i nie wymagająca dysku Mandriva One.
Charakterystyka odmian biurkowych:
- Free – dla zaawansowanych użytkowników Linuksa i pasjonatów Wolnego Oprogramowania. Nagrywało się ją na płycie DVD. Bezpłatna wersja, która zawierała tylko oprogramowanie Open Source. Użytkownik miał możliwość instalacji dowolnych programów i sterowników w publicznie dostępnych repozytoriów na serwerach FTP. Można ją uruchomić i zainstalować na dysku obok systemu Windows – opcja szczególnie przydatna dla osób, które chciały sprawdzić Linuksa i przetestować jego możliwości.
- One – dla początkujących. Bezpłatna wersja typu Live do pobrania z Internetu. Nagrywało się ją na płycie CD. Tak samo jak Free można ją było uruchomić i zainstalować na dysku obok systemu Windows. Zawierała dodatkowe sterowniki i oprogramowanie własnościowe (co zapewnia lepszą obsługę sprzętu niż w wydaniu Free).
- PowerPack – dla użytkowników zaawansowanych wymagających dużych możliwości. Płatny, dostępny w wersji DVD i do pobrania z Internetu. Zawierała duży zestaw oprogramowania (także komercyjnego i dostępnego odpłatnie), pomoc techniczną i dodatkowe sterowniki.
- Enterprise Server – komercyjna odmiana przeznaczona na serwery.

Od wersji 2011 wydawana była wyłącznie odmiana One, lecz można było jej nadać uprawnienia do komercyjnej pomocy technicznej.
Wersja 2011 była ostatnią edycją dystrybucji.

## Dystrybucje pochodne
Na bazie pakietów z Mandriva Linux powstały różne niezależne dystrybucje, na przykład:
- PCLinuxOS – podobnie jak Mandriva One startuje z płyty i dodatkowo pozwala na instalację systemu na twardym dysku
- AbulÉdu – francuska dystrybucja edukacyjna, zawiera serwer LTSP
- LinnexOS – polska dystrybucja Linuksa, typu LiveCD, oparta pośrednio na Mandrake, zaś bezpośrednio, w całości na PCLinuxOS
- Mageia – dystrybucja tworzona przez fundację i społeczność
- MCNLive – minidystrybucja typu liveCD, mieszcząca się na tzw. kluczu USB
- OpenMandriva Lx
- ROSA Linux
- XtremeOS – polska odmiana komercyjna, budowana w oparciu o najnowsze wydanie Mandriva Linux

## Wersje Mandrake/Mandrakelinux/Mandriva
| Rok  | Wersja | Nazwa                               |
| ---- | ------ | ----------------------------------- |
| 1998 | 5.1    | Venice                              |
| 1998 | 5.2    | Leeloo                              |
| 1999 | 5.3    | Festen                              |
| 1999 | 6.0    | Venus                               |
| 1999 | 6.1    | Helios                              |
| 2000 | 7.0    | Air                                 |
| 2000 | 7.1    | Helium                              |
| 2000 | 7.2    | Odyssey                             |
| 2001 | 8.0    | Traktopel                           |
| 2001 | 8.1    | Vitamin                             |
| 2002 | 8.2    | Bluebird                            |
| 2002 | 9.0    | Dolphin                             |
| 2003 | 9.1    | Bamboo                              |
| 2003 | 9.2    | FiveStar                            |
| 2004 | 10.0   | Community, Official                 |
| 2004 | 10.1   | Community                           |
| 2004 | 10.1   | Official                            |
| 2005 | 10.2   | Limited Edition 2005                |
| 2005 | 2006.0 | Mandriva Linux 2006                 |
| 2006 | 2007   | Mandriva Linux 2007                 |
| 2007 | 2007.1 | Mandriva Linux 2007 Spring          |
| 2007 | 2008.0 | Mandriva Linux 2008                 |
| 2008 | 2008.1 | Mandriva Linux 2008 Spring          |
| 2008 | 2009.0 | Mandriva Linux 2009                 |
| 2009 | 2009.1 | Mandriva Linux 2009 Spring          |
| 2009 | 2010.0 | Mandriva Linux 2010 (Adelie)        |
| 2010 | 2010.1 | Mandriva Linux 2010 Spring (Farman) |
| 2010 | 2010.2 | Mandriva Linux 2010.2               |
| 2011 | 2011   | Hydrogen                            |